# Gateway United FC
Der Gateway United Football Club ist ein 1998 gegründeter nigerianischer Fußballverein aus Abeokuta. Der Verein gehört seit 2010 wieder der zweithöchsten Spielklasse aus Nigeria an, da er in der Saison 2009/10 aus der höchsten Spielklasse, der Nigerianischen Premier League, abgestiegen ist.